# Симфония № 2 (Александър Райчев)
„Симфония № 2 „Новият Прометей“ е българска симфония, композирана от Александър Райчев през 1958 г.

## Специфика на творбата
„Симфония № 2 „Новият Прометей“ на Александър Райчев е едно от най-ярките в художествено отношение произведения, получило висока оценка от критика и публика. Симфонията е програмна, с обобщена философска програма. Програмността е само средство за конкретизиране на съвременната проблематика. Произведението е свързано с прометеевското начало и се определя, като епико-героична симфония. За Александър Райчев, Прометей е борецът срещу тъмните сили, който се бори за повече щастие и мир. Всичките части на симфонията са подчинени на тази основна идея, но героят на „Новият Прометей“ не става изкупителна жертва за доброто на хората. В „Новият Прометей“ активността е свързана с представата за бореца, строител на новото. На преден план стоят идеите за прогреса и свободата. Борбата за новото е в остър конфликт със старото. Това противопоставяне разделя симфонията на 2 плана и 2 групи образност и след това се достига до обединяване. Всяка част е завършен музикален образ и е съставна част от цялото. Симфонията е мащабна, четиричастна композиция с пролог и епилот. Състои се от:
- бавен пролог;
- I част – бърза, в сонатна форма;
- II част – бърза, скерцо в сложна триделна форма;
- III част – бавна, лирична, триделна форма,
- IV част – финал – бърза, тритемна фуга (сонатна фуга);
- бавен епилог.

Традиционен е моделът, свързан с цикъла на симфонията:
Пролог – бавен, във формата на фугова експозиция (фугато).
Не е просто встъпление, защото темата на Прометей има важно значение за развитието на симфонията. Образът на Прометей се разкрива повече в епически план. Широко разгърнатата тема се изгражда на основата на мелодийни ядра, квартово-квинтови движения, гъвкава, завладява нови пространства – принцип на прорастване. Налице е близост до Дмитрий Шостакович и до представата за безкрайната мелодия.
I част – бърза, сонатна форма. Изиграва важна роля за изграждането на музикалното цяло. Налице са две контрастно съпоставени теми. I тема – действено, драматично начало. Разгръщането ѝ е върху три основни образувания. II тема – сфера на лиричност. Тя е мелодийно построение, характеризиращо се с кантиленност, принцип на отзвучаване. Тази тема не е израз на емоция – статична, съзерцателна, застинала. Характерно е разпяването ѝ в различни инструменти и регистри – сходство с лириката на Шостакович. Двете теми търпят съществени трансформации. Разработката започва от ниска точка и завършва с II тема, която звучи като въздишка. Репризата е динамизирана.
II част – бързо танцувално скерцо в сложна триделна форма – А В А. Продължава борческото начало на I част. Налице са полиметрични и полиритмични движения, произтичащи във вертикал – близост до Прокофиев и Хиндемит. Тривременният размер се възприема почти като двувременна пулсация (3/4 като 2/2).
III част – единствената бавна част, лирична, в сложна триделна форма – А В А. Свързана е с идеята за смъртта на героя.
IV част – тритемна фуга (сонатна фуга). Тематичният ѝ материал е извлечен от I и II тема на I част. Полифоничната форма най-ярко отговаря на замисъла. Тази част е обобщаващ, синтезиращ музикалното развитие финал.
Епилог – затваря цикъла.

## Характерни черти на симфонията
Използвана е свободна додекафония. Тематичният материал има основополагащо значение. Александър Райчев използва възможностите на т.нар. нулева точка – нисък регистър, тиха динамика и др. На тази закономерност са подчинени, както разгръщането на една част, така и разгръщането на музикалното цяло. Съществен белег на симфонията е моторността, свързана с пределно простата ритмична фигура. Тя дава и усещането за статичност. Принцип на централизация – предимно фактурна. Александър Райчев не е решил кое е по-характерно за него – полифоничното (хоризонталното) или вертикалното.

## Състав на оркестъра
- Piccolo
- 2 Flauti
- 2 Oboi
- Corno inglese
- 2 Clarinetti in b
- Clarinetto in es
- Clarinetto in basso in b
- 2 Fagotti
- Contrafagotto

- 4 Corni in Fa
- 3 Trombe in b
- 3 Tromboni
- Tuba

- Timpani
- Tamburo piccolo
- Piatti
- Gran Cassa
- Silofono

- Piano

- Violini I
- Violini II
- Viole
- Violoncelli
- Contrabassi

## Интерпретации
Първата интерпретация на творбата е през 1958 г. от СО на БНР под диригентството на Васил Стефанов с последван първи монофоничен запис на симфонията, направен в първо студио на БНР. Пак, от същия оркестър, и отново под диригентството на Васил Стефанов, през 1977 в БНР е направен втори, но вече стереофонизиран запис на симфонията. През 1970 г. симфонията е записана от Плевенска филхармония под диригентството на Димитър Карагьозов, а през 1974 г. и от Варненска филхармония под диригентството на Емил Главанаков.
На 25 юбилейни мартенски музикални дни в Русе, Катовицката филхармония я изпълнява под диригентството на Карол Стрия.